# Lanzón de Chavín
El lanzón de Chavín, o simplemente “El Lanzón”, es un monolito o wanka sagrada, perteneciente a la cultura chavín del Perú antiguo (hacia 1000 a. C.). Está esculpido en granito irregular, con 4,54 m de altura, y permanece en su emplazamiento original, en un sector de una galería interior del Templo Viejo de Chavín, llamada “Galería del Lanzón”. Se le llama “Lanzón” pues tiene la forma de una gigantesca punta de proyectil, cuyos extremos se enclavan sólidamente en el suelo y el techo de la galería. 
Tiene tres lados, que están cubiertos con motivos grabados, que representan a una divinidad o ser sobrenatural con rasgos humanos mezclados con los de animales. Es la mayor de las esculturas o monolitos conservados de la cultura chavín; otros son la Estela Raimondi, el Obelisco Tello y la Estela de Yauya.
La etnia huari, que habitó el valle de Chavín de Huántar unos 1500 años después de la caída de la cultura chavín, continuó adorando a esta y otras wankas en el interior de las ruinas del templo hasta principios del siglo XVII. Los huari lo consideraban su deidad mayor, el dios Huari, relacionado con el sol, la agricultura y el agua. Según sus narraciones, era un gigante del subsuelo materializado en la wanka.

## Descubrimiento
La primera mención sobre esta escultura aparece en la obra del sabio italiano Antonio Raimondi, que a mediados del siglo XIX visitó el Templo o Castillo de Chavín. El estudioso peruano José Toribio Polo, que en 1871 visitó el santuario, lo bautizó con el nombre de “Lanzón”, término que actualmente es considerado incorrecto ya que en realidad se trata de una huanca (en quechua ancashino: wanka) o piedra sagrada, que según una interpretación simula la forma de un colmillo. Fue el explorador alemán Ernst Wilhelm Middendorf quien recogió el nombre de huanca cuando visitó el templo en 1883:

“El pilar que soporta el techo, llamado La Huanca por los indios, tiene forma de prisma irregular. Está cubierto por dibujos de líneas onduladas, grabadas en la piedra, que rematan en cabezas de serpientes, cuyo conjunto forma un grotesco rostro humano. El canto romo que sobresale hacia adelante, forma la nariz, debajo de la cual, en los dos anchos planos laterales, está grabada la boca abierta mostrando los incisivos y los grandes y puntiagudos colmillos. La parte inferior del pilar tiene tres planos, los dos anteriores son anchos y estrecho el posterior; la parte superior en forma de cuello tiene cuatro lados y en éstos se observan también grabados de dientes con grandes colmillos. El dibujo adjunto, efectuado a la incierta luz de velas de sebo, trata de ilustrar de alguna manera la descripción que acabamos de ofrecer”.
Ernst Middendorf, PERÚ: Observaciones y estudios del pais y sus habitantes durante una permanencia de 25 años, 1895: 77.

Posteriormente fue descrita detalladamente por los arqueólogos Julio C. Tello (1923) y John Rowe (1962). Este último denominó a la imagen grabada como la “Gran Imagen” o "Dios Sonriente", considerándolo como la principal deidad de la religión chavín, y por ende, del mundo andino.
El aluvión de Chavín de 1945 obstruyó la entrada de las galerías subterráneas y por muchos años permaneció el Lanzón sepultado, hasta que fue limpiado el sitio y se puso nuevamente al descubierto el rostro fiero del dios tallado en piedra. Se proyectó en algún momento sacarlo de su sitio y trasladarlo a algún museo, pero nunca se concretó dicho plan. Una creencia muy arraigada en la zona vaticina catástrofes naturales de magnitud si se intenta mover de su sitio a la imponente escultura.

## Historia
Según John Rowe, esta escultura pertenece a los inicios del desarrollo de Chavín y a la primera fase de la construcción del Templo (el llamado “Templo Viejo”), hacia 1100-900 a. C. La deidad representada en el Lanzón era la principal divinidad de los chavines, cuyo culto era atendido por una casta sacerdotal que tenía acceso a las galerías subterráneas del Templo de Chavín. Este sería un santuario oracular y centro de las peregrinaciones del mundo andino (como lo fue Pachacámac en la época inca). Allí se hacían ofrendas humanas y de animales.
Los miembros de la etnia huari, un grupo étnico preinca que se desarrolló después de la cultura chavín, adoraban esta y otras huancas en las galerías de Chavín, todas bajo el nombre de Huari, asociándolas con el sol, la agricultura y el agua. Los huari, describieron a su deidad como un gigante del subsuelo.

“Un templo muy grande del dicho Huari, que era como un adoratorio de los indios todo debajo de tierra con unos callejones, y laberintos muy dilatados hechos de piedras muy grandes y muy labradas, donde hallo’ tres idolos que los quemó y hizo pedaços y enterró, lo qual le defcubriò vn Indio viejo, que era facerdote del dicho Huari, que lo adoraua por medio de los dichos idolos, al qual adiuidaua fi auia de aparecer las cofas perdidas, llamando, y inuocando el dicho Huari, con el pacto fobredicho, y ofreciendole vnos granos de maiz negro y coca mafcada, y luego fe le aparecia una arana al canto del fogon, donde quemaua los dichos granos de maiz, y coca mafcada, para que aquel humo fueffe ofrecido al dicho Huari, y por la dicha arana adiuinaua las cofas”

## Descripción

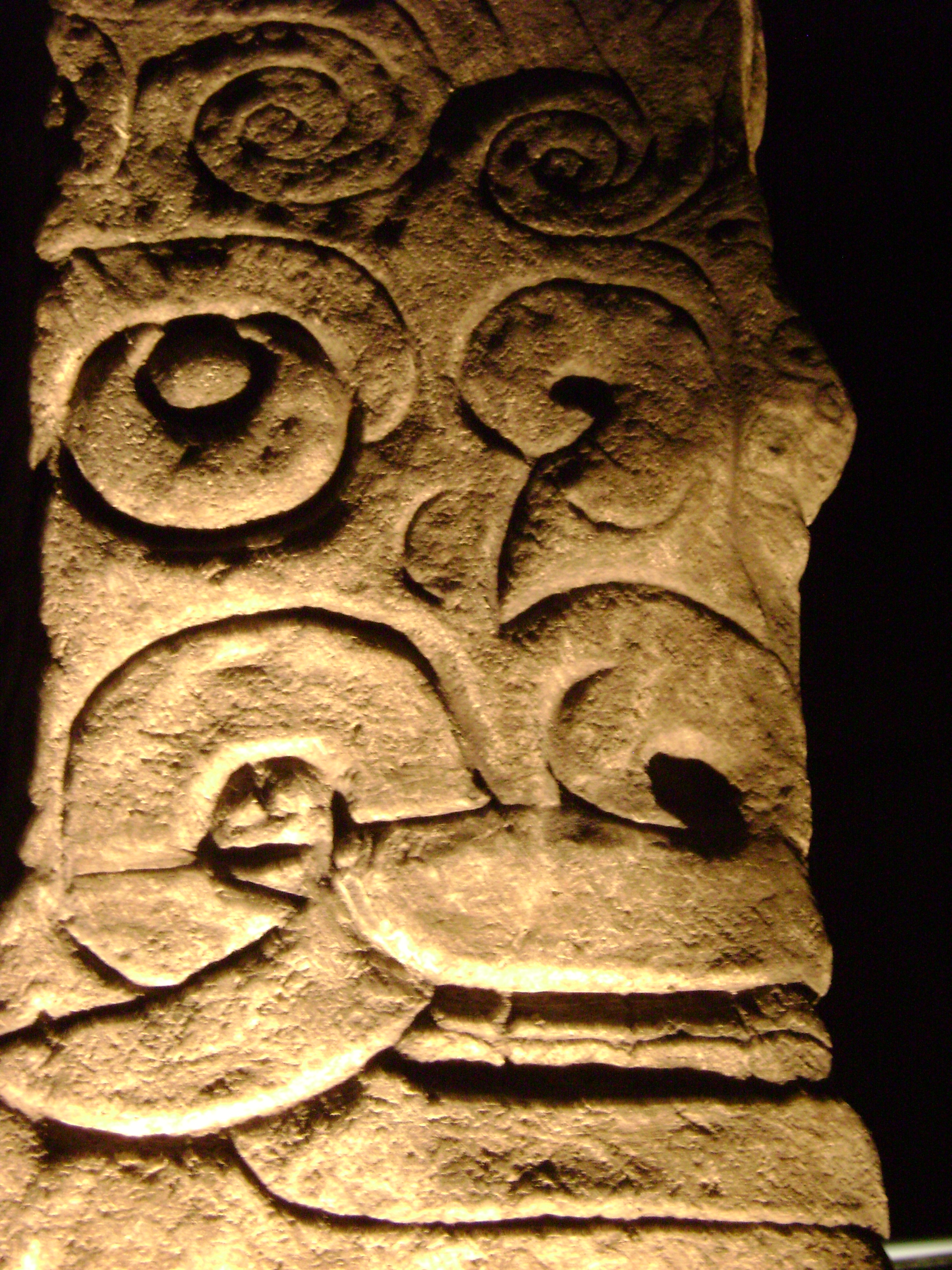
Detalle del rostro del Lanzón.

En líneas generales, el ser mitológico representado en la escultura presenta atributos humanos y zoomorfos combinados. Su cabeza ocupa la tercera parte del volumen del monolito y en ella destacan una boca de felino con dos colmillos que le da un aspecto fiero, una cabellera formada por haces de serpiente a manera de penacho, así como grandes aretes que penden de sus orejas. El resto del cuerpo es corto y grueso, y se ven las extremidades superiores de forma humana: la mano izquierda hacia abajo y la derecha en alto con los dedos extendidos. A la altura de la garganta se ve una especie de greca, que podría representar un pectoral. El cuerpo está cubierto con una especie de túnica que termina en flecos; por encima de estos se desplaza un grupo de cabezas de felino. De ambos extremos inferiores de la túnica penden otras dos cabezas que parecen de culebras. Por encima de la cabeza de la divinidad se ven también sendos grupos de cabezas felinas.

## Interpretación
Federico Kauffmann considera que la divinidad representada en el “Lanzón” es en el fondo la misma que muestra la Estela Raimondi, aunque a diferencia de esta, no lleva báculos o cetros, ni plumaje estilizado. Pero considera que el brazo levantado del dios podría aludir a la condición “voladora” del mismo.
Comparando con otras iconografías contemporáneas y posteriores, Kauffmann sostiene que el dios Chavín, en sus diversas variantes, es básicamente un ser híbrido: mitad hombre con boca atigrada y mitad ave de rapiña, al cual ha denominado Piscoruna-Pumapasimi (quechua: hombre ave con boca atigrada). Este “felino volador” estaría relacionado con el culto al agua, de tanta importancia en las civilizaciones agrícolas del Perú antiguo.
La arqueóloga ecuatoriana María Fernanda Ugalde considera que la divinidad representada en el Lanzón podría tratarse de la misma que se representa en el Picasso tolita, una escultura en cerámica que fue realizada por la cultura Tumaco-La Tolita. Según ella, esta divinidad podría estar relacionada con la dualidad, la transformación y la decapitación.

## Origen mitológico
En el documento colonial Carta Annua: Misión a las provincias de Ocros y Lampas del corregimiento de Cajatambo de 1619, existe una referencia a la deidad Huari como "Huari Viracocha". El documento narra lo siguiente: 

En un tiempo muy antiguo, aun antes del gobierno de los incas, todas las huacas eran hombres y mujeres como los de ahora. Fue entonces que emergió un dios enorme llamado Huari Viracocha.

Se dice que este gran dios surgió del Collao, que es en el obispado del Cusco; otros mencionan que surgió de la laguna Chucuito, que es en el obispado de La Paz, que llaman lago Titicaca. Describen a Huari Viracocha como un dios gigante y barbado que, de manera semejante a los españoles por tenerlas, llamaron Viracocha por parecerse en ellas a su dios. También se decía que por doquiera que pasaba, este dios convertía las huacas en piedras corrientes.
Enterados de aquella noticia, los indios de la provincia (Ocros) se juntaron con los conchucos y orquestaron un plan para acabar con el gigante. Estos indios idearon edificar una gran casa con una trampa para ofrecer al dios a holgarse en ella. Apenas entrase el dicho Huari, este caería en dicha trampa y que la casa terminase por caer encima de él y muriese en ella.
Trataron de establecer todo para consumar dicho acto; sin embargo, como el dicho Huari era muy sabio, se enteró de todo. Acto seguido, el dios Huari disimuló caer en el engaño e hizo juntar a todos los indios y/o huacas en el lugar señalado y ahí las convirtió a todas en piedras de varias figuras: pumas, osos, etc.

Y desde ese entonces, todas quedaron hechas de piedra, dejando a esta formidable casa en gran veneración y la llamaron la casa de las huacas. Dicha casa se encuentra ubicada en los Conchucos.